# 麥當諾 (北卡羅來納州)
麥當諾（英語：McDonald）為位在美国北卡罗来纳州羅伯遜縣的城鎮。2010年美國人口普查中該城市人口有113人。

## 地理
根據美国人口调查局的資料，該城鎮區域面積為0.78平方（0.30平方英里），全境為陸地。

## 人口統計
| 调查年                | 人口 | 备注  | %±     |
| --------------------- | ---- | ----- | ------ |
| 1920                  | 120  |       | —      |
| 1930                  | 141  |       | 17.5%  |
| 1940                  | 127  |       | −9.9%  |
| 1950                  | 78   |       | −38.6% |
| 1960                  | 79   |       | 1.3%   |
| 1970                  | 80   |       | 1.3%   |
| 1980                  | 117  |       | 46.3%  |
| 1990                  | 88   |       | −24.8% |
| 2000                  | 119  |       | 35.2%  |
| 2010                  | 113  |       | −5.0%  |
| 2014年估计            | 114  | [ 4 ] | 0.9%   |
| U.S. Decennial Census |      |       |        |

2000年的人口普查中，該城市人口有119人，戶數40戶，37個家庭。人口密度為176.7人/平方公里（455.6人/平方英里）。該城市有41棟住宅，平均每平方公里有60.9棟住宅。種族方面，36.13%為白人；10.92%為非裔美洲人；52.10%為美洲原住民；0.84%為太平洋島民。而西班牙裔美國人或拉丁美洲人等佔該城市人口的0.84%。
該城市的戶籍數有40戶。其中擁有18歲以下孩童的住戶佔27.5%；已婚夫婦且同居的住戶佔67.5%，無婚姻女性住戶佔22.5%；沒有家庭的住戶佔7.5%。平均住戶人數為2.98人，平均家庭人數則是3.08人。
該城市年齡層組成方面，18歲以下的居民佔26.9%；18歲至24歲的居民佔8.4%；25歲至44歲的居民佔26.1%；45歲至64歲的居民佔21.0%；65歲以上的居民則佔17.6%。該城市年齡中位數為36歲。性別比方面，每100位女性所對應的男性數目為91.9位，如只計算18歲或以上的居民，則是每100位女性所對應的男性數目為81.3位。
該城市每戶平均收入為37,083美元，每個家庭平均收入為37,917美元。男性平均收入22,917美元；女性平均收入26,875美元。該城市人均收入為15,396美元。該城市無家庭及人口低於貧窮門檻。